# Centrale géothermique Olkaria II
La centrale géothermique Olkaria II, (en anglais:Olkaria II Geothermal Power Station) est une centrale géothermique au Kenya, avec une capacité de production électrique installée de 105 MW.

## Géographie
La centrale est située dans la région d' Olkaria, à côté du parc national de Hell's Gate, à l'extrémité est de la vallée du Rift, à environ 113 km au sud-est de la ville de Nakuru, où se trouve le siège du comté. Olkaria se trouve à environ 122 km  au nord-ouest de Nairobi, la capitale du Kenya et la plus grande ville de ce pays.

## Histoire
Olkaria II a été mise en service en 2003 lorsque la Kenya Electricity Generating Company (KenGen) a commandé deux unités de 35 MW fabriquées et installées par Mitsubishi Heavy Industries (MHI). En 2010, une troisième unité d'une capacité de 35 MW a été installée, à un coût d'environ 100 millions de dollars américains, portant la capacité totale à 105 mégawatts. L'expansion a été financée par  la Banque européenne d'investissement, qui a prêté 40,8 millions de dollars (303 [milliards KSh), l' Association internationale de développement, 27,6 millions de dollars (2,2 milliards  KSh), l' Agence française de développement, 20 millions de dollars (1,2 milliard KSh) et KenGen, qui a contribué au solde. La centrale Olkaria II est l'une des six centrales géothermiques prévues ou déjà opérationnelles dans la région d'Olkaria dans le comté de Nakuru .

## Propriété
La centrale électrique d'Olkaria II appartient à KenGen, une société publique, dont les actions sont cotées à la Bourse de Nairobi et dans laquelle le gouvernement du Kenya détient une participation de 70%, les 30% restants étant détenus par des investisseurs privés et institutionnels,.